# 川元奨
川元 奨（かわもと しょう、1993年3月1日 - ）は、長野県佐久市出身の陸上競技選手。専門は中距離走。800mの自己ベストは1分45秒75。800mの元日本記録保持者。1000mの室内日本記録保持者でもある。2016年リオデジャネイロオリンピックの日本代表。スズキ浜松アスリートクラブ所属。

## 経歴

### 中学生時代まで
長野県佐久市出身。血液型はAB型。
小学5年生までミニバスケットボールをやっていたため、佐久市立野沢中学校に進学してからもバスケットボールをやろうと思っていたが、姉が陸上部に入っていたことから「2人が違う部活だと試合が重なった時に応援に行けない」などと、親から半ば強制的に陸上部を選択させられたという。
陸上部に入部した当初はいろんな種目をやっていたが、やがて1500mがメイン種目となり、3年生の時には全日本中学校選手権の1500mに出場した（結果は予選敗退）。ジュニアオリンピックに1500mがないため、全日本中学校選手権後から800mに取り組むと、ジュニアオリンピックの800mでは4位入賞を果たした。中学時代の800mの自己ベストは1分57秒44（2007年中学ランク3位）。

### 高校生時代

#### 2008年
- 4月、地域の中学校の先生たちに勧められて北佐久農業高等学校に進学[2]。
- インターハイには400mと800mで出場を目指すも、ともに長野県大会で敗退した（400mは予選、800mは準決勝）[2]。

#### 2009年
- 7月29日-8月1日、インターハイの800mと1500mに出場。大会前のランキングで2位だった800mは2位入賞を果たした[2]。
- 当時のスタイルは「集団の前方で走り、ラスト100mで勝負」の後半型だったが、1分50秒を切るために秋から「先行逃げ切り」の前半型に変えた[2]。
- 10月3日、国民体育大会の少年共通800m決勝で1分51秒31の自己ベスト（当時）をマークして3位に入った[2]。
- 10月17日、日本ユース選手権の800m決勝で1分52秒62の大会記録（当時）をマークし、初の全国タイトルを獲得した[2]。

#### 2010年
- 7月4日、アジアジュニア選手権の800mに出場し、ジュニアのカテゴリーながら自身初の日本代表を経験。決勝では1週目が51秒台というハイペースについていけず5位に終わった[2]。
- 7月31-8月1日、インターハイは800mに出場すると[注 2]、決勝では2位に2秒15の大差をつけてインターハイ初優勝を成し遂げたが、狙っていた大会記録（当時1分50秒18）の更新はならなかった[2]。
- 10月1-2日、国民体育大会の少年共通800mに出場。1週間前のレースで1年ぶりに自己ベスト（当時1分51秒27）をマークしたため更なる記録の更新も期待されたが、決勝の記録は1分51秒41にとどまった。しかし、国民体育大会初優勝を果たし、インターハイとの2冠を達成した[2]。
- 10月16日、3冠のかかった日本ジュニア選手権の800mに出場する予定だったが、大会3日前に急性胃炎になった影響で棄権した[注 3][2]。
- 10月24日、かわさき陸上フェスティバルの800mに出場すると、1分48秒46の日本高校記録（当時）を樹立[注 4]。佐藤清治が1999年にマークした1分48秒50の記録を11年ぶりに更新し、1分50秒を切った史上10人目の高校生となった[2]。

### 大学生時代

#### 2011年
- 春、日本大学（文理学部体育学科）に進学。高校3年生の冬季に右足首を捻挫した影響もあり、シーズン前半は苦戦した[3]。
- 9月11日、日本インカレの800m決勝で1分49秒22をマークし、1位と0秒22差の2位に入った。
- 10月29日、かわさき陸上フェスティバルの800mに出場し、1分48秒03の自己ベスト（当時）をマークした。

#### 2012年
- 5月20日、関東インカレの800m決勝を1分53秒87で制し、インカレ初タイトルを獲得した。
- 5月26日、日体大長距離競技会の800mに出場すると、それまでの自己ベスト1分48秒03を大幅に更新する1分46秒89のジュニア日本記録を樹立。村松寛久が1996年にマークした1分47秒13の記録を16年ぶりに更新し、1分47秒台を飛び越えて一気に1分46秒台へ突入した[3]。
- 6月9日、日本選手権の800mに初出場を果たした。予選の組2着に入れば着順で決勝に進出できたが、終盤に流したところをかわされてしまい、2着と0秒02差の3着で敗退した。油断が原因で決勝に進めず、この時は血の気が引いたといい、レース後には大学の短距離ブロックコーチから長い時間説教された[3]。
- 6月24日、日本学生個人選手権の800m決勝を1分52秒72で制し、大学生になって最初の全国タイトルを獲得した。
- 7月14日、世界ジュニア選手権の800mに出場。ジュニアのカテゴリーながら自身初の世界大会を経験し、準決勝まで進出した。
- 9月12日、日本インカレの800m決勝を1分48秒39で制し、日本インカレ初優勝を達成。関東インカレ、日本学生個人選手権、日本インカレと、大学の主要大会800mを全て制覇した。

#### 2013年
- 5月26日、関東インカレの800m決勝と4×400mリレー決勝に出場。800mは日本大学の後輩であり、昨年800m高校3冠を達成した三武潤に0秒52差で競り勝ち、1分49秒56で2連覇を達成。3走を務めた4×400mリレーは優勝に貢献し、800mとの大会2冠を達成した。
- 6月8-9日、日本選手権の800mに出場。予選を1分48秒43の全体トップで通過すると、決勝では4連覇中の横田真人に0秒53差で競り勝ち、1分47秒43で初優勝を成し遂げた。
- 7月11-12日、ユニバーシアードに初出場を果たすと、800mは準決勝で敗退したものの、3走を務めた4×400mリレー決勝は5位に貢献した。
- ユニバーシアード直後に右アキレス腱を痛め、残りのシーズンは記録面で振るわなかった。大学のコーチは「6月ぐらいまでは順調だったので、日本記録が出るんじゃないか」と思っていたという[3]。
- 9月8日、日本インカレの800m決勝と4×400mリレー決勝に出場。800m決勝では関東インカレと同じく三武潤に0秒17差で競り勝ち、1分50秒24で2連覇を達成。3走を務めた4×400mリレーは3位に貢献した。
- 10月8-9日、東アジア大会に出場し、自身初のシニア日本代表を経験。800mは2011年ユニバーシアード銀メダリストである滕海寧 (en) （中国）に競り勝ち、1分53秒18で金メダルを獲得。3走を務めた4×400mリレーは銀メダル獲得に貢献した。

#### 2014年
- 2月、左脹脛を痛め1ヶ月ほど練習ができなかった[3]。
- 5月11日、ゴールデングランプリ東京の800mに出場すると、それまでの自己ベスト1分46秒89を大幅に更新する1分45秒75の日本記録を樹立。横田真人が2009年にマークした1分46秒16を5年ぶりに更新し、日本人初の1分45秒台に突入した[3]。
- 5月25日、関東インカレの800m決勝と4×400mリレー決勝に出場。800m決勝はそれまでの大会記録（1分48秒06）を大幅に更新する1分46秒97で圧勝し、3連覇を達成。アンカーを務めた4×400mリレーは3位に貢献した[4]。
- 6月8日、日本選手権の800m決勝を1分48秒42で制して2連覇を達成した。
- 9月30日、強化育成部推薦枠としてアジア大会の800mに出場。しかし、7月に左脛を疲労骨折した影響とウェイトオーバーが重なり、自己ベスト（1分45秒75）からほど遠い1分53秒24で予選敗退に終わった[5]。大会後には右ひ骨を疲労骨折した[6]。

### 社会人時代

#### 2015年
- 春、日本大学の先輩である村上幸史に勧められてスズキ浜松アスリートクラブに加入[6]。普段はスズキアリーナ世田谷で働いている[7]。
- 5月、10日にゴールデングランプリ川崎の800mで1分46秒79、30日に日本体育大学陸上競技会の800mで1分46秒52と好タイムをマークするも、今年の北京世界選手権と来年のリオデジャネイロオリンピックの参加標準記録（ともに1分46秒00）には届かなかった[注 5]。最終的に1分46秒52が2015年のシーズンベストとなった。
- 6月6-7日、アジア選手権の800mに出場。予選を全体2位の1分50秒36で通過すると、決勝はタイムを落としたものの1分50秒50で3位に入り、この種目では1989年大会の舘義和以来（銀メダル）、26年ぶりの日本人男子メダリストに輝いた。
- 6月28日、日本選手権の800m決勝を1分49秒02で制して3連覇を達成した。
- 10月6日、国民体育大会の800m決勝を1分48秒58で制し、成年の部では初優勝を達成した。

#### 2016年
- 5月3日、静岡国際の800mに出場するも、右スパイクが脱げたため途中で棄権した[8]。
- 6月4日、日体大長距離競技会の800mでは1分47秒00マークし、リオデジャネイロオリンピックの参加標準記録（1分46秒00）に1秒差と迫った。
- 6月25日、日本選手権の800m決勝を1分46秒22で制して4連覇を達成するも、リオデジャネイロオリンピックの参加標準記録に0秒22届かなかった[9]。
- 7月2日、日体大競技会の800mで1分45秒97をマークし、リオデジャネイロオリンピックの参加標準記録を突破[10]。これにより、12日に追加でリオデジャネイロオリンピック日本代表に選出された[11]。
- 8月12日、リオデジャネイロオリンピックの800m予選に出場。組3着までに入れば着順で予選を突破できたが、結果は1分49秒41の組4着に終わり、組3着とわずか0秒01差で惜しくも準決勝進出を逃した[12]。

#### 2017年
- 6月24日、日本選手権の800m決勝を1分47秒00で制し、この種目では石井隆士しか達成していない5連覇を成し遂げたが、ロンドン世界選手権の参加標準記録（1分45秒90）を突破することはできなかった[13]。
- 10月10日、国民体育大会の成年800m決勝で1分48秒00の大会記録を樹立。2012年大会で横田真人がマークした1分48秒28を更新して優勝を飾った[14]。

#### 2018年
- 2月、3日にミルローズゲーム (Millrose Games) の800mで1分47秒78の室内日本記録を樹立。小野友誠が1993年にマークした1分49秒09を25年ぶりに更新した[15]。1週間後の10日にはデビッド・ヘメリー・バレンタイン招待 (David Hemery Valentine Invitational) の1000mで2分22秒36の室内日本記録を樹立した[16]。

## 人物・エピソード
- 両親と姉は陸上経験者[1]。
- 高校進学の際には駅伝競走で有名な佐久長聖高等学校から誘いもあったが、長距離が苦手なので北佐久農業高等学校に進学した[1]。
- 高校では練習場所も限られており、練習は学校近くの坂道ダッシュがメインだった。そのため、日本大学のコーチは「トラック練習が中心の日本大学で大丈夫かな」と心配していたが、本人はトレーニングの変化に戸惑うことはなかったという[3]。
- 高校1年生の時は顧問2人が川元の指導にあたっていたが、2年生の時に1人が異動したため、顧問は陸上未経験者の1人だけになってしまった。しかし、陸上未経験者の顧問、2年生の時に他校に異動した元顧問、川元の入学と入れ替わりで他校に異動した元顧問の3人が協力し、ファックスや携帯やメールで練習内容などの連絡を取り合い、川元の指導にあたった[2]。
- 高校では食品加工コースに在籍し、味噌、醤油、ジャム、缶詰などを加工していた[1]。
- 甘いものが大好きで、特にモンブランが好き。高校生時代には卒業後はお菓子を作る道に進むことも考えたという[1]。
- 話しかけるのが苦手で、少し人見知りをする性格だという。また、眼鏡をかけているので「真面目そう」「しっかりしていそう」などと言われることもあるが、実際はその逆だという[1]。

## 自己ベスト
| 種目  | 記録      | 年月日        | 場所         | 備考               |
| 屋外  | 屋外      | 屋外          | 屋外         | 屋外               |
| ----- | --------- | ------------- | ------------ | ------------------ |
| 400m  | 47秒92    | 2012年9月14日 | 東京都       |                    |
| 800m  | 1分45秒75 | 2014年5月11日 | 東京都       | 日本学生記録(当時) |
| 1500m | 3分41秒20 | 2025年7月12日 | 東京都       |                    |
| 室内  |           |               |              |                    |
| 800m  | 1分47秒78 | 2018年2月3日  | ニューヨーク | 室内日本記録       |
| 1000m | 2分22秒36 | 2018年2月10日 | ボストン     | 室内日本記録       |

### その他の記録
- 保持している、保持していた主要記録を記載

| 種目 | 記録      | 年月日         | 場所   | 備考                       |
| 屋外 | 屋外      | 屋外           | 屋外   | 屋外                       |
| ---- | --------- | -------------- | ------ | -------------------------- |
| 800m | 1分45秒75 | 2014年5月11日  | 東京都 | 元日本記録                 |
| 800m | 1分46秒89 | 2012年5月26日  | 横浜市 | 元U20日本記録              |
| 800m | 1分48秒46 | 2010年10月24日 | 川崎市 | 元日本高校記録 U18日本記録 |

## 日本記録
- 樹立した日本記録を記載

| 種目  | 記録      | 年月日        | 大会                                 | 場所         | 備考         |
| ----- | --------- | ------------- | ------------------------------------ | ------------ | ------------ |
| 800m  | 1分45秒75 | 2014年5月11日 | ゴールデングランプリ東京             | 東京都       |              |
| 800m  | 1分47秒78 | 2018年2月3日  | ミルローズゲーム                     | ニューヨーク | 室内日本記録 |
| 1000m | 2分22秒36 | 2018年2月10日 | デビッド・ヘメリー・バレンタイン招待 | ボストン     | 室内日本記録 |

## 主な成績
- 備考欄の記録は当時のもの

### 国際大会
| 年         | 大会                      | 場所             | 種目    | 結果   | 記録            | 備考     |
| ---------- | ------------------------- | ---------------- | ------- | ------ | --------------- | -------- |
| 2010 (高3) | アジアジュニア選手権 (en) | ハノイ           | 800m    | 5位    | 1分52秒62       |          |
| 2012 (大2) | 世界ジュニア選手権        | バルセロナ       | 800m    | 準決勝 | 1分50秒17       |          |
| 2013 (大3) | ユニバーシアード (en)     | カザン           | 800m    | 準決勝 | 1分48秒56       |          |
| 2013 (大3) | ユニバーシアード (en)     | カザン           | 4x400mR | 5位    | 3分06秒58 (3走) |          |
| 2013 (大3) | 東アジア大会 (en)         | 天津             | 800m    | 優勝   | 1分53秒18       |          |
| 2013 (大3) | 東アジア大会 (en)         | 天津             | 4x400mR | 2位    | 3分07秒32 (3走) |          |
| 2014 (大4) | アジア大会                | 仁川             | 800m    | 予選   | 1分53秒24       |          |
| 2015 (社1) | アジア選手権              | 武漢             | 800m    | 3位    | 1分50秒50       |          |
| 2015 (社1) | デカネーション            | パリ             | 800m    | 3位    | 1分49秒25       |          |
| 2016 (社2) | オリンピック              | リオデジャネイロ | 800m    | 予選   | 1分49秒41       |          |
| 2017 (社3) | アジア選手権 (en)         | ブバネーシュワル | 800m    | 9位    | 1分52秒62       |          |
| 2017 (社3) | デカネーション            | アンジェ         | 800m    | 優勝   | 1分48秒50       |          |
| 2018 (社4) | アジア大会                | ジャカルタ       | 800m    | 7位    | 1分50秒87       |          |
| 2018 (社4) | アジア大会                | ジャカルタ       | 4x400mR | 1位(h) | 3分06秒11 (2走) | 決勝進出 |

### 日本選手権
| 年         | 大会    | 場所     | 種目 | 結果 | 記録      | 備考  |
| ---------- | ------- | -------- | ---- | ---- | --------- | ----- |
| 2012 (大2) | 第96回  | 大阪市   | 800m | 予選 | 1分51秒49 |       |
| 2013 (大3) | 第97回  | 調布市   | 800m | 優勝 | 1分47秒43 |       |
| 2014 (大4) | 第98回  | 福島市   | 800m | 優勝 | 1分48秒42 | 2連覇 |
| 2015 (社1) | 第99回  | 新潟市   | 800m | 優勝 | 1分49秒02 | 3連覇 |
| 2016 (社2) | 第100回 | 名古屋市 | 800m | 優勝 | 1分46秒22 | 4連覇 |
| 2017 (社3) | 第101回 | 大阪市   | 800m | 優勝 | 1分47秒00 | 5連覇 |
| 2018 (社4) | 第102回 | 山口市   | 800m | 優勝 | 1分48秒35 | 6連覇 |
| 2019 (社5) | 第103回 | 福岡市   | 800m | 2位  | 1分48秒35 |       |
| 2020 (社6) | 第104回 | 新潟市   | 800m | 8位  | 1分48秒35 |       |

### その他
- 主要大会を記載

| 年         | 大会                                              | 場所                   | 種目    | 結果 | 記録            | 備考                                      |
| ---------- | ------------------------------------------------- | ---------------------- | ------- | ---- | --------------- | ----------------------------------------- |
| 2007 (中3) | 全日本中学校選手権                                | 利府町                 | 1500m   | 予選 | 4分15秒18       |                                           |
| 2007 (中3) | ジュニアオリンピック                              | 横浜市                 | 800m    | 4位  | 2分00秒18       |                                           |
| 2009 (高2) | インターハイ                                      | 奈良市                 | 800m    | 2位  | 1分52秒81       |                                           |
| 2009 (高2) | インターハイ                                      | 奈良市                 | 1500m   | 予選 | 4分02秒68       |                                           |
| 2009 (高2) | 国民体育大会                                      | 新潟市                 | 800m    | 3位  | 1分51秒31       | 自己ベスト                                |
| 2009 (高2) | 日本ユース選手権                                  | 甲府市                 | 800m    | 優勝 | 1分52秒62       | 大会記録                                  |
| 2010 (高2) | 日本ジュニア室内大阪                              | 大阪市                 | 1500m   | 11位 | 4分11秒76       |                                           |
| 2010 (高3) | インターハイ                                      | 沖縄市                 | 800m    | 優勝 | 1分51秒51       |                                           |
| 2010 (高3) | 国民体育大会                                      | 千葉市                 | 800m    | 優勝 | 1分51秒41       |                                           |
| 2011 (大1) | 関東インカレ (1部)                                | 東京都                 | 800m    | 予選 | 1分54秒33       |                                           |
| 2011 (大1) | 日本学生個人選手権                                | 平塚市                 | 800m    | 5位  | 1分53秒46       |                                           |
| 2011 (大1) | 日本インカレ                                      | 熊本市                 | 800m    | 2位  | 1分49秒22       |                                           |
| 2011 (大1) | 実業団・学生対抗                                  | 平塚市                 | 800m    | 6位  | 1分52秒72       |                                           |
| 2012 (大2) | ゴールデングランプリ川崎                          | 川崎市                 | 800m    | 5位  | 1分48秒51       |                                           |
| 2012 (大2) | 関東インカレ (1部)                                | 東京都                 | 800m    | 優勝 | 1分53秒87       |                                           |
| 2012 (大2) | 関東インカレ (1部)                                | 東京都                 | 4x400mR | 決勝 | DNF (4走)       |                                           |
| 2012 (大2) | 日本学生個人選手権                                | 平塚市                 | 800m    | 優勝 | 1分52秒72       |                                           |
| 2012 (大2) | トワイライト・ゲームス                            | 東京都                 | 800m    | 優勝 | 1分50秒27       |                                           |
| 2012 (大2) | 日本インカレ                                      | 東京都                 | 800m    | 優勝 | 1分48秒39       |                                           |
| 2012 (大2) | 日本インカレ                                      | 東京都                 | 4x400mR | 4位  | 3分06秒50 (4走) |                                           |
| 2012 (大2) | 国民体育大会                                      | 岐阜市                 | 800m    | 予選 | 1分52秒78       |                                           |
| 2013 (大3) | 静岡国際                                          | 袋井市                 | 800m    | 優勝 | 1分48秒20       |                                           |
| 2013 (大3) | ゴールデングランプリ東京                          | 東京都                 | 800m    | 5位  | 1分48秒53       |                                           |
| 2013 (大3) | 関東インカレ (1部)                                | 横浜市                 | 800m    | 優勝 | 1分49秒56       | 2連覇                                     |
| 2013 (大3) | 関東インカレ (1部)                                | 横浜市                 | 4x400mR | 優勝 | 3分04秒96 (3走) |                                           |
| 2013 (大3) | 日本インカレ                                      | 東京都                 | 800m    | 優勝 | 1分50秒24       | 2連覇                                     |
| 2013 (大3) | 日本インカレ                                      | 東京都                 | 4x400mR | 3位  | 3分08秒39 (3走) |                                           |
| 2014 (大4) | 静岡国際                                          | 袋井市                 | 800m    | 優勝 | 1分47秒24       | 2連覇                                     |
| 2014 (大4) | ゴールデングランプリ東京                          | 東京都                 | 800m    | 優勝 | 1分45秒75       | 日本記録 日本学生記録 日本人初の1分45秒台 |
| 2014 (大4) | 関東インカレ (1部)                                | 横浜市                 | 800m    | 優勝 | 1分46秒97       | 大会記録 3連覇                            |
| 2014 (大4) | 関東インカレ (1部)                                | 横浜市                 | 4x400mR | 3位  | 3分07秒93 (4走) |                                           |
| 2014 (大4) | Spitzen Leichtathletik                            | ルツェルン             | 800m    | 12位 | 1分51秒66       |                                           |
| 2014 (大4) | ナイトオブアスレチックス                          | ヒュースデン＝ゾルダー | 800m    | 7位  | 1分47秒48       |                                           |
| 2014 (大4) | 日本インカレ                                      | 熊谷市                 | 800m    | 4位  | 1分51秒97       |                                           |
| 2015 (社1) | 静岡国際                                          | 袋井市                 | 800m    | 優勝 | 1分48秒22       | 3連覇                                     |
| 2015 (社1) | ゴールデングランプリ川崎                          | 川崎市                 | 800m    | 4位  | 1分46秒79       |                                           |
| 2015 (社1) | ナイトオブアスレチックス                          | ヒュースデン＝ゾルダー | 800m    | 10位 | 1分49秒23       |                                           |
| 2015 (社1) | トワイライト・ゲームス                            | 東京都                 | 800m    | 12位 | 1分53秒17       |                                           |
| 2015 (社1) | 国民体育大会                                      | 和歌山市               | 800m    | 優勝 | 1分48秒58       |                                           |
| 2016 (社2) | 静岡国際                                          | 袋井市                 | 800m    | 決勝 | DNF             |                                           |
| 2016 (社2) | ゴールデングランプリ川崎                          | 川崎市                 | 800m    | 5位  | 1分48秒01       |                                           |
| 2016 (社2) | ホッカ・オネ・オネ ミドルディスタンス・クラシック | ロサンゼルス           | 800m    | 11位 | 1分48秒51       |                                           |
| 2016 (社2) | ホクレンディスタンスチャレンジ                    | 北見市                 | 1500m   | 9位  | 3分58秒44       |                                           |
| 2016 (社2) | 国民体育大会                                      | 北上市                 | 800m    | 3位  | 1分51秒18       |                                           |
| 2017 (社3) | マウント・サック・リレー                          | トーランス             | 800m    | 4位  | 1分46秒25       |                                           |
| 2017 (社3) | 静岡国際                                          | 袋井市                 | 800m    | 優勝 | 1分47秒36       |                                           |
| 2017 (社3) | ゴールデングランプリ川崎                          | 川崎市                 | 800m    | 2位  | 1分47秒28       |                                           |
| 2017 (社3) | 国民体育大会                                      | 松山市                 | 800m    | 優勝 | 1分48秒00       | 大会記録                                  |
| 2018 (社3) | ミルローズゲーム (en)                             | ニューヨーク           | 800m    | 7位  | 1分47秒78       | 室内日本記録                              |
| 2018 (社4) | 静岡国際                                          | 袋井市                 | 800m    | 3位  | 1分48秒00       |                                           |
| 2018 (社4) | ゴールデングランプリ大阪                          | 大阪市                 | 800m    | 2位  | 1分47秒22       |                                           |